# Liste der Kulturdenkmale in Barby
In der Liste der Kulturdenkmale in Barby sind alle  Kulturdenkmale der Gemeinde Barby und ihrer Ortsteile aufgelistet. Grundlage ist das Denkmalverzeichnis des Landes Sachsen-Anhalt, das auf Basis des Denkmalschutzgesetzes des Landes Sachsen-Anhalt vom 21. Oktober 1991 durch das Landesamt für Denkmalpflege und Archäologie Sachsen-Anhalt erstellt und seither laufend ergänzt wurde (Stand: 31. Dezember 2024).

## Kulturdenkmale nach Ortsteilen

### Barby
| Lage | Bezeichnung                   | Beschreibung | Erfassungs- nummer | Ausweisungsart | Bild                    |
| --- | ----------------------------- | --- | ------------------ | -------------- | ----------------------- |
| Elbe (Karte) | Elbebrücke                    | 757 m lange Eisenbahnbrücke mit einem Steg für Fußgänger und Radfahrer, erbaut 1875 bis 1879 | 094 60224          | Baudenkmal     | Weitere Bilder          |
| Flur 22, Flurstück 3/3 | Deichwächterhaus              | Deichwächterhaus, 2018 als Baudenkmal ausgewiesen | 094 61458          | Baudenkmal     |                         |
| Jungfernstieg / Schulzenstraße (Karte) | Friedhof                      | Spitalfriedhof / Gottesacker | 094 60225          | Baudenkmal     | BW                      |
| Kirchplatz / Markt (Karte) | St.-Marien-Kirche             | Kirche St. Marien | 094 60220          | Baudenkmal     | Weitere Bilder          |
| Elbe, urspr. am Verlauf der sog. Alten Elbe, die um 1970 zugeschüttet wurde (Karte) | Pegel                         | | 094 60226          | Baudenkmal     | Pegel                   |
| Elbufer, Ernst-Thälmann-Straße, Stadtgraben (Karte) | Stadtbefestigung              | | 094 60219          | Baudenkmal     | Weitere Bilder          |
| Amthofstraße 4 (Karte) | Wohnhaus                      | Wohnhaus | 094 60227          | Baudenkmal     | Wohnhaus                |
| Bahnhofsplatz westlich der Stadt (Karte) | Bahnhof Barby                 | | 094 60222          | Baudenkmal     | Weitere Bilder          |
| Bahnhofstraße 21 (Karte) | Villa                         | | 094 60562          | Baudenkmal     | Villa                   |
| Bahnhofstraße 22/24 (Karte) | Häusergruppe                  | | 094 60228          | Baudenkmal     | Häusergruppe            |
| Bahnhofstraße 25, 27, 29, 31, 33, 35, Hansastraße 1, 3, 3a, 4, 5, 6, 7, 8, 9, 10, 11, 12, 13, 14, 15, 17, 19, 21, 23 (Karte) | Siedlung                      | | 094 60495          | Baudenkmal     | Siedlung                |
| Bahnhofstraße 26/28 (Karte) | Wohnhaus Bahnhofstraße 26, 28 | Wohnhaus 2021 als Denkmal ausgewiesen | 094 18801          | Baudenkmal     | BW                      |
| Brauhausstraße 12 (Karte) | Wohnhaus                      | | 094 60229          | Baudenkmal     | BW                      |
| Brauhausstraße 24 (Karte) | Wohnhaus                      | | 094 60230          | Baudenkmal     | BW                      |
| Breite Straße (1), 2, 3, 9, 11, Kirchplatz, Lindenplatz, Lindenstraße 1, 2, 3, 3a, 4, 5, 6, 7, Ludwig-Fuchs-Straße 1, 2, 4, 5, 6, 7, 8, 9, 9a, 10, 12, Magdeburger Straße 1, 3, (4), 5, 7, 9, 10, 11, 12, 13, 14, 15, 16, 17, 19, 21, 23, 25, Marktplatz 1, 2, 3, 4, 5, 6, 7, 8, 9, 10, 12, 14, Marktstraße 1, Schloßstraße 11, 13, 14, 15, 17, 18, 19, 20, 21, 22, 23, 24, 24a, 25, 26, 27, 28, 28a, 28c, 29, 31, 32, 33, 34, 36, 38, 40, Schulstraße 7, 9, 11, 12, 13, 14, 15, 15a, 17, 17a (Karte) | Altstadt                      | | 094 60218          | Denkmalbereich | Weitere Bilder          |
| Breite Straße 24 (Karte) | Wohnhaus                      | | 094 60231          | Baudenkmal     | Wohnhaus                |
| Breite Straße 31 (Karte) | Wohnhaus                      | | 094 60232          | Baudenkmal     | Wohnhaus                |
| Breite Straße 41 (Karte) | Wohnhaus                      | | 094 60233          | Baudenkmal     | Weitere Bilder          |
| Breite Straße 46 (Karte) | Wohnhaus                      | Das Gebäude ist zum Teil abgebrochen | 094 60234          | Baudenkmal     | Wohnhaus                |
| Gethsemanestraße 1 (Karte) | Wohnhaus                      | | 094 60563          | Baudenkmal     | BW                      |
| Gnadauer Straße Ortsausfahrt Richtung Gnadau, Flurstück 10022 (Karte) | Vorwerk                       | Vorwerk Colphus | 094 61417          | Baudenkmal     | BW                      |
| Goethestraße 14 (Karte) | Gerichtsgebäude               | | 094 60236          | Baudenkmal     | BW                      |
| Ladestraße 13, 13a, 13b am Bahnhof (Karte) | Häusergruppe                  | | 094 60237          | Baudenkmal     | BW                      |
| Ludwig-Fuchs-Straße 9 (Karte) | Bauernhof                     | | 094 60238          | Baudenkmal     | Bauernhof               |
| Ludwig-Fuchs-Straße 10 (Karte) | Schule                        | | 094 60239          | Baudenkmal     | Weitere Bilder          |
| Magdeburger Straße 11 (Karte) | Wohn- und Geschäftshaus       | Wohn- und Geschäftshaus | 094 41519          | Baudenkmal     | BW                      |
| Magdeburger Straße 14 (Karte) | Bauernhof                     | | 094 60240          | Baudenkmal     | Bauernhof               |
| Marktplatz 3 (Karte) | Wohnhaus                      | Wohnhaus | 094 60242          | Baudenkmal     | Wohnhaus                |
| Marktplatz 7 (Karte) | Wohnhaus                      | Wohnhaus | 094 60244          | Baudenkmal     | Wohnhaus                |
| Marktplatz 9 (Karte) | Schule                        | | 094 60245          | Baudenkmal     | Schule                  |
| Marktplatz 14 (Karte) | Rathaus                       | | 094 60246          | Baudenkmal     | Weitere Bilder          |
| Marktstraße 1 (Karte) | Postamt                       | | 094 60247          | Baudenkmal     | Postamt                 |
| Marktstraße 5 (Karte) | Wohn- und Geschäftshaus       | | 094 60248          | Baudenkmal     | Wohn- und Geschäftshaus |
| Schloßstraße (Karte) | Kirche                        | St. Johannis | 094 60221          | Baudenkmal     | Weitere Bilder          |
| Schloßstraße 24 (Karte) | Schule                        | Edelhof | 094 60254          | Baudenkmal     | BW                      |
| Schloßstraße 26 (Karte) | Pfarrhaus                     | | 094 60255          | Baudenkmal     | Weitere Bilder          |
| Schloßstraße 27 (Karte) | Wohn- und Geschäftshaus       | Milchschlößchen | 094 60256          | Baudenkmal     | Wohn- und Geschäftshaus |
| Schloßstraße 29 Eckbebauung zur Schleiermacherstraße / Am Lindenplatz (Karte) | Gasthof                       | Zum Rautenkranz | 094 61416          | Baudenkmal     | Gasthof                 |
| Schloßstraße 33 (Karte) | Schloss                       | | 094 60257          | Baudenkmal     | Weitere Bilder          |
| Schloßstraße 33 Schloßhof (Karte) | Verwaltungsgebäude            | Alte Kanzlei | 094 60258          | Baudenkmal     | BW                      |
| Schloßstraße 37 (Karte) | Wasserturm                    | | 094 60259          | Baudenkmal     | Wasserturm              |
| Schloßstraße 42 (Karte) | Herrenhaus                    | Der zweigeschossige Bau in der Nähe des Schlosses stammt im Kern aus dem Jahr 1670. Es steht leer (Stand 2021). | 094 60260          | Baudenkmal     | Weitere Bilder          |
| Schloßstraße 42 (Karte) | Mühle                         | | 094 60261          | Baudenkmal     | Mühle                   |
| Schulstraße 14 (Karte) | Wohnhaus                      | | 094 60262          | Baudenkmal     | Wohnhaus                |
| Schulstraße 15, 15a (Karte) | Wohnhaus                      | | 094 60263          | Baudenkmal     | Wohnhaus                |
| Schulstraße 17 (Karte) | Wohnhaus                      | | 094 60264          | Baudenkmal     | Wohnhaus                |
| Schulzenstraße 18 (Karte) | Wohnhaus                      | | 094 60265          | Baudenkmal     | Wohnhaus                |
| Schulzenstraße 36 (Karte) | Wohnhaus                      | | 094 60266          | Baudenkmal     | Weitere Bilder          |
| Schulzenstraße 69 (Karte) | Mühle                         | Die Holländermühle ließ August Bunge 1875 errichten. Bis 1958 war sie als Windmühle in Betrieb, danach wurde bis etwa 1990 elektrisch gemahlen. 1990 wurde sie bei einem Feuer stark zerstört, 2010 teilweise wieder aufgebaut. | 094 60223          | Baudenkmal     | Mühle                   |

### Breitenhagen
| Lage                                                                          | Bezeichnung   | Beschreibung      | Erfassungs- nummer | Ausweisungsart | Bild           |
| ----------------------------------------------------------------------------- | ------------- | ----------------- | ------------------ | -------------- | -------------- |
| Am Damm 7 direkt am Deich, Höhe Deichdurchlass zum Alten Fährhaus (Karte)     | Wohnhaus      |                   | 094 50362          | Baudenkmal     | Wohnhaus       |
| Breite Straße südwestlich des Dorfes (Karte)                                  | Mühle         |                   | 094 50363          | Baudenkmal     | Weitere Bilder |
| Breite Straße 3 Ortsausfahrt Richtung Rosenburg (Karte)                       | Neusiedlerhof |                   | 094 50364          | Baudenkmal     | BW             |
| Breite Straße 4 Ortsausfahrt Richtung Rosenburg (Karte)                       | Neusiedlerhof |                   | 094 50365          | Baudenkmal     | BW             |
| Breite Straße 29 (Karte)                                                      | Bauernhof     |                   | 094 50366          | Baudenkmal     | Bauernhof      |
| Kirchplatz Nordostrand des Dorfes, hinter dem Deich (Karte)                   | Kirche        | St. Christophorus | 094 50367          | Baudenkmal     | Weitere Bilder |
| Schifferstraße Ecke Breite Straße, Ortseinfahrtsbereich von Südwesten (Karte) | Schule        |                   | 094 50368          | Baudenkmal     | Schule         |
| Schulstraße 4 (Karte)                                                         | Wohnhaus      |                   | 094 50369          | Baudenkmal     | Wohnhaus       |

### Glinde
| Lage                                               | Bezeichnung             | Beschreibung                       | Erfassungs- nummer | Ausweisungsart | Bild                    |
| -------------------------------------------------- | ----------------------- | ---------------------------------- | ------------------ | -------------- | ----------------------- |
| nordöstlicher Ortsrand (Karte)                     | Friedhof                |                                    | 094 60927          | Baudenkmal     | Weitere Bilder          |
| Dorfstraße (Karte)                                 | Sankt-Matthäus-Kirche   | neogotische Kirche, erbaut ab 1850 | 094 60928          | Baudenkmal     | Weitere Bilder          |
| Dorfstraße, Westseite der Kirche (Karte)           | Kriegerdenkmal          |                                    | 094 60929          | Kleindenkmal   | Weitere Bilder          |
| Dorfstraße 38 (Karte)                              | Wohn- und Geschäftshaus |                                    | 094 60930          | Baudenkmal     | Wohn- und Geschäftshaus |
| Dorfstraße 39 Kirchplatz (Karte)                   | Bauernhof               | Puder-Hof                          | 094 60931          | Baudenkmal     | Weitere Bilder          |
| Dorfstraße 69 (Karte)                              | Bauernhof               | Schneppel-Hof                      | 094 60932          | Baudenkmal     | Weitere Bilder          |
| Dorfstraße 82 Westabschnitt der Dorfstraße (Karte) | Bauernhof               | Hof Kahe                           | 094 60933          | Baudenkmal     | Bauernhof               |

### Gnadau
| Lage | Bezeichnung             | Beschreibung                                                         | Erfassungs- nummer | Ausweisungsart | Bild           |
| --- | ----------------------- | -------------------------------------------------------------------- | ------------------ | -------------- | -------------- |
| Vorwerk Döben (Karte) | Kirche                  |                                                                      | 094 60299          | Baudenkmal     | Kirche         |
| Allee 24, 60, Bahnhofsstraße 13, 14, 15, 16, 17, 18, Barbyer Straße 2, 3, 3a, 4, 5, 6, Comeniusweg 8, 9, Döbener Straße 34, 35a, 36, 37, 38, 39, Felgeleber Straße 29, 31, 32, 33, Friedhof, Gutenbergstraße 19, 22, 23, 25, 25a, 26b, Mühlenweg 1, 2, 43, 44, 44a, 58, 92, Zinzendorfplatz 7, 10, 11, 12, 12a, 26a, 27, 28, 40, 41, 42, 42a (Karte) | Siedlung                |                                                                      | 094 60290          | Denkmalbereich | Siedlung       |
| Alleestraße 9 Nordseite des die Siedlung umlaufenden Alleeweges (Karte) | Villa                   | Direktorenvilla                                                      | 094 60951          | Baudenkmal     | BW             |
| Alleestraße 9 östlich der Direktorenvilla (Karte) | Wohnhaus                | Gärtnerei                                                            | 094 60952          | Baudenkmal     | BW             |
| Bahnhofstraße am Bahnübergang (Karte) | Wohnhaus                |                                                                      | 094 60923          | Baudenkmal     | BW             |
| Barbyer Straße an der Bahnlinie (Karte) | Wohnhaus                | an der K 1279                                                        | 094 60923          | Baudenkmal     | BW             |
| Barbyer Straße 2, Mühlenweg 2 Quartier D, Eckbebauung zur Barbyer Straße (Karte) | Wohnhaus                | Haus der ledigen Brüder                                              | 094 60295          | Baudenkmal     | BW             |
| Barbyer Straße 6 Quartier B, Eckbebauung zum Zinzendorfplatz (Karte) | Pfarrhaus               |                                                                      | 094 60294          | Baudenkmal     | BW             |
| Comeniusweg 8 Quartier B & G (Karte) | Wohnheim                | Haus der ledigen Schwestern, altes Gemeinhaus und Schwesternchorsaal | 094 60292          | Baudenkmal     | BW             |
| Comeniusweg 9 Quartier G (Karte) | Schule                  | Neues Anstaltshaus & Rotes Haus                                      | 094 60293          | Baudenkmal     | BW             |
| Döbener Straße 34 Quartier F, Eckbebauung zur Felgeleber Straße (Karte) | Wohnhaus                |                                                                      | 094 60297          | Baudenkmal     | BW             |
| Döbener Straße 36 Quartier F (Karte) | Gasthaus                | Gemeinlogis                                                          | 094 60957          | Baudenkmal     | BW             |
| Döbener Straße 39 Quartier F (Karte) | Wohnhaus                |                                                                      | 094 60958          | Baudenkmal     | BW             |
| Felgeleber Straße 29 Quartier C (Karte) | Wohnhaus                |                                                                      | 094 60953          | Baudenkmal     | BW             |
| Gutenbergstraße 19 Quartier I, Eckbebauung zur Bahnhofstraße (Karte) | Villa                   | Landhaus der Unität                                                  | 094 60298          | Baudenkmal     | BW             |
| Mühlenweg 43 Quartier E (Karte) | Wohn- und Geschäftshaus | Buchhandlung                                                         | 094 60941          | Baudenkmal     | BW             |
| Mühlweg 1 (Karte) | Wohnhaus                |                                                                      | 094 41518          | Baudenkmal     | BW             |
| Zinzendorfplatz Quartier A, Grünfläche (Karte) | Kriegerdenkmal          |                                                                      | 094 60942          | Kleindenkmal   | BW             |
| Zinzendorfplatz 7 Quartier B (Karte) | Kirche                  | Gemeinsaal                                                           | 094 60291          | Baudenkmal     | Weitere Bilder |
| Zinzendorfplatz 10 Quartier H, Eckgrundstück zum Comeniusweg (Karte) | Wohn- und Geschäftshaus | Buchdruckerei Jansa                                                  | 094 60943          | Baudenkmal     | BW             |
| Zinzendorfplatz 11 Quartier H, mittleres Grundstück am Platz (Karte) | Wohnhaus                |                                                                      | 094 60944          | Baudenkmal     | BW             |
| Zinzendorfplatz 12 Quartier H, Eckbebauung zur Bahnhofstraße (Karte) | Wohnhaus                | Seifensiederei Lauffer                                               | 094 60954          | Baudenkmal     | BW             |
| Zinzendorfplatz 27 Quartier C, Mittelbau der Platzseite (Karte) | Wohnhaus                |                                                                      | 094 60956          | Baudenkmal     | BW             |
| Zinzendorfplatz 28 Quartier C, Eckgrundstück zur Felgeleber Straße (Karte) | Wohnhaus                |                                                                      | 094 60945          | Baudenkmal     | BW             |
| Zinzendorfplatz 41 Quartier E, Mittelbau in der Platzfront des Quartiers (Karte) | Wohnhaus                | Diasporahaus                                                         | 094 60296          | Baudenkmal     | BW             |
| Zinzendorfplatz 42 Quartier E, Eckbebauung zum Mühlweg (Karte) | Wohnhaus                | Gemeinhaus                                                           | 094 60955          | Baudenkmal     | BW             |

### Groß Rosenburg
| Lage                                                      | Bezeichnung                   | Beschreibung                                      | Erfassungs- nummer | Ausweisungsart | Bild                          |
| --------------------------------------------------------- | ----------------------------- | ------------------------------------------------- | ------------------ | -------------- | ----------------------------- |
| Flur 4, Flurstück 1017 (Karte)                            | Deichwächterhaus              | Deichwächterhaus, 2018 als Baudenkmal ausgewiesen | 094 61459          | Baudenkmal     | Deichwächterhaus              |
| Friedhof (Karte)                                          | Georgskapelle                 | Feierhalle                                        | 094 60275          | Baudenkmal     | BW                            |
| Gartenstraße vor der Sozialstation, Ecke Kabelweg (Karte) | Denkmal                       |                                                   | 094 60276          | Baudenkmal     | Denkmal                       |
| Georgsplatz 6 (Karte)                                     | Wohnhaus                      |                                                   | 094 60277          | Baudenkmal     | BW                            |
| Hauptstraße (Karte)                                       | Kirche Groß Rosenburg         | Kirche                                            | 094 60267          | Baudenkmal     | Weitere Bilder                |
| Hauptstraße Grünfläche südöstlich der Kirche (Karte)      | Kriegerdenkmal Groß Rosenburg | Kriegerdenkmal                                    | 094 60268          | Kleindenkmal   | Kriegerdenkmal Groß Rosenburg |
| Hauptstraße 18 (Karte)                                    | Bauernhof                     | Lampe-Hof                                         | 094 60270          | Baudenkmal     | Bauernhof                     |
| Hauptstraße 46 gegenüber der Dorfkirche (Karte)           | Pfarrhaus                     |                                                   | 094 60271          | Baudenkmal     | Pfarrhaus                     |
| Hauptstraße 48 (Karte)                                    | Bauernhof                     | Oswald Hof                                        | 094 60272          | Baudenkmal     | Bauernhof                     |
| Hauptstraße 62 (Karte)                                    | Wohnhaus                      |                                                   | 094 60274          | Baudenkmal     | Wohnhaus                      |
| Hauptstraße 67 (Karte)                                    | Gutshaus                      |                                                   | 094 60273          | Baudenkmal     | Gutshaus                      |
| Patzetzer Straße 15 (Karte)                               | Mühle                         |                                                   | 094 60278          | Baudenkmal     | Weitere Bilder                |

### Klein Rosenburg
| Lage             | Bezeichnung | Beschreibung | Erfassungs- nummer | Ausweisungsart | Bild           |
| ---------------- | ----------- | ------------ | ------------------ | -------------- | -------------- |
| Ortskern (Karte) | Burg        | Rosenburg    | 094 60279          | Baudenkmal     | Weitere Bilder |

### Lödderitz
| Lage                                                                                               | Bezeichnung               | Beschreibung | Erfassungs- nummer | Ausweisungsart | Bild           |
| -------------------------------------------------------------------------------------------------- | ------------------------- | ------------ | ------------------ | -------------- | -------------- |
| Lödderitzer Forst, südlich des Schmiedesees (Karte)                                                | Försterfriedhof Lödderitz | Friedhof     | 094 50528          | Baudenkmal     | BW             |
| Am Teich an der Schlippe am Ostende des Dorfteichs (Karte)                                         | Scheune                   |              | 094 50529          | Baudenkmal     | BW             |
| Am Teich 1 zwischen Teich und Feuerwehrhaus (Karte)                                                | Scheune                   |              | 094 50530          | Baudenkmal     | BW             |
| Dorfstraße Grünfläche (Karte)                                                                      | Kriegerdenkmal            |              | 094 50531          | Kleindenkmal   | Weitere Bilder |
| Dorfstraße 9 (Karte)                                                                               | Bauernhof                 |              | 094 50532          | Baudenkmal     | BW             |
| Dorfstraße 26 (Karte)                                                                              | Forsthof                  |              | 094 41512          | Baudenkmal     | BW             |
| L63 Straßenverlauf zwischen Lödderitz und Rajoch, Südseite der Straße (Karte)                      | Grenzstein                |              | 094 61413          | Kleindenkmal   | BW             |
| L63 Landstraße von Rajoch nach Lödderitz, südliche Straßenzeile, östlich des Birkengrabens (Karte) | Wegweiser                 |              | 094 50526          | Kleindenkmal   | BW             |
| L63 Landstraße von Rajoch nach Lödderitz, südliche Zeile am Grenzstein Nr. 103 (Karte)             | Wegweiser                 |              | 094 50527          | Kleindenkmal   | BW             |
| Rajoch Grünfläche an der Dorfstraße, am Friedhof (Karte)                                           | Kriegerdenkmal            |              | 094 50534          | Kleindenkmal   | BW             |

### Pömmelte
| Lage                                                                       | Bezeichnung            | Beschreibung                         | Erfassungs- nummer | Ausweisungsart | Bild                |
| -------------------------------------------------------------------------- | ---------------------- | ------------------------------------ | ------------------ | -------------- | ------------------- |
| (Karte)                                                                    | St.-Johannis-Kirche    | Kirche                               | 094 60280          | Baudenkmal     | St.-Johannis-Kirche |
| Dorfstraße 16 (Karte)                                                      | Bauernhof              | Bauernhof                            | 094 60283          | Baudenkmal     | Bauernhof           |
| Dorfstraße 25 (Karte)                                                      | Bauernhof              | Bauernhof                            | 094 60282          | Baudenkmal     | Bauernhof           |
| Schönebecker Straße 12 zwischen Feldstraße und Schönebecker Straße (Karte) | Bockwindmühle Pömmelte | Mühle                                | 094 60285          | Baudenkmal     | Weitere Bilder      |
| Zackmünde 1, 3, 4, 5, 6, 7, 7A                                             | Vorwerk                | Vorwerk 2024 als Denkmal ausgewiesen | 094 18990          | Baudenkmal     |                     |

### Sachsendorf
| Lage | Bezeichnung    | Beschreibung      | Erfassungs- nummer | Ausweisungsart | Bild           |
| --- | -------------- | ----------------- | ------------------ | -------------- | -------------- |
| Am Rust Platz (Karte) | Kriegerdenkmal |                   | 094 98386          | Kleindenkmal   | Kriegerdenkmal |
| Am Rust 24 (Karte) | Schule         |                   | 094 98393          | Baudenkmal     | BW             |
| Patzetz nö. Ortsrand, Ortsausfahrt Richtung Rosenburg (Karte)                                                             | Kapelle        | Trinitatiskapelle | 094 98382          | Baudenkmal     | Kapelle        |
| Patzetz Platz gegenüber der Domäne (Karte)                                                                                | Kriegerdenkmal |                   | 094 98381          | Kleindenkmal   | Kriegerdenkmal |
| Patzetz 22 östl. der Kirche (Karte)                                                                                       | Bauernhof      |                   | 094 98383          | Baudenkmal     | BW             |
| Rosenburger Weg 2 Ortsrand (Karte)                                                                                        | Neusiedlerhof  | Neusiedlerhof     | 094 98384          | Baudenkmal     | BW             |
| Siedlungsweg 2, 3, 4, 5, 6, 7, 8, 9, 11, 12, 13 Straßenzug zwischen dem historischen Dorf Patzetz und Sachsendorf (Karte) | Siedlung       |                   | 094 98385          | Denkmalbereich | BW             |
| Siedlungsweg 20 (Karte)                                                                                                   | Mühle          | Windmühle         | 094 98387          | Baudenkmal     | Weitere Bilder |

### Tornitz
| Lage                                          | Bezeichnung | Beschreibung               | Erfassungs- nummer | Ausweisungsart | Bild           |
| --------------------------------------------- | ----------- | -------------------------- | ------------------ | -------------- | -------------- |
| Ortsrand, Straße nach Calbe (Karte)           | Mühle       | Frankes Mühle, eingestürzt | 094 60497          | Baudenkmal     | Weitere Bilder |
| Dorfstraße (Karte)                            | Kirche      | St. Nikolai                | 094 60496          | Baudenkmal     | Weitere Bilder |
| Dorfstraße 5 (Karte)                          | Gutshaus    |                            | 094 60498          | Baudenkmal     | BW             |
| Dorfstraße 8, Straße des Friedens 21a (Karte) | Bauernhof   |                            | 094 60499          | Baudenkmal     | BW             |
| Dorfstraße 24 (Karte)                         | Wohnhaus    |                            | 094 60500          | Baudenkmal     | BW             |

### Werkleitz
| Lage                                  | Bezeichnung    | Beschreibung | Erfassungs- nummer | Ausweisungsart | Bild           |
| ------------------------------------- | -------------- | ------------ | ------------------ | -------------- | -------------- |
| (Karte)                               | Kirche         |              | 094 60501          | Baudenkmal     | Weitere Bilder |
| Rosenburger Straße Saalefähre (Karte) | Fährwindenhaus |              | 094 60504          | Baudenkmal     | Weitere Bilder |
| Saalestraße 3 (Karte)                 | Bauernhof      |              | 094 60502          | Baudenkmal     | BW             |
| Saalestraße 9 (Karte)                 | Bauernhof      |              | 094 60503          | Baudenkmal     | BW             |

### Wespen
| Lage | Bezeichnung | Beschreibung     | Erfassungs- nummer | Ausweisungsart | Bild           |
| --- | ----------- | ---------------- | ------------------ | -------------- | -------------- |
| Dorfstraße künstliche Anhöhe an der Stelle einer kl. mittelalterlichen Burganlage, einer sog. Motte (Karte) | Kirche      | Schrotholzkirche | 094 60287          | Baudenkmal     | Weitere Bilder |
| Dorfstraße Ostseite des Dorfplatzes (Karte)                                                                 | Denkmal     | Kriegerdenkmal   | 094 61325          | Kleindenkmal   | Denkmal        |
| Dorfstraße 15 (Karte)                                                                                       | Bauernhof   | Gehöft Bettge    | 094 60289          | Baudenkmal     | BW             |
| Dorfstraße 33 (Karte)                                                                                       | Bauernhof   |                  | 094 60288          | Baudenkmal     | Bauernhof      |
| Dorfstraße 35 südwestlich des Kirchplatzes (Karte)                                                          | Bauernhof   |                  | 094 60828          | Baudenkmal     | BW             |

### Zuchau
| Lage                                                         | Bezeichnung | Beschreibung     | Erfassungs- nummer | Ausweisungsart | Bild           |
| ------------------------------------------------------------ | ----------- | ---------------- | ------------------ | -------------- | -------------- |
| August-Bebel-Straße (Karte)                                  | Kirche      | St. Laurentius   | 094 98492          | Baudenkmal     | Weitere Bilder |
| August-Bebel-Straße (Karte)                                  | Denkmal     | Bismarck-Denkmal | 094 98491          | Kleindenkmal   | Denkmal        |
| August-Bebel-Straße am Eckgebäude Karl-Marx-Straße 2 (Karte) | Sühnekreuz  | Steinkreuz       | 094 98493          | Kleindenkmal   | Sühnekreuz     |
| Ernst-Thälmann-Straße 2 (Karte)                              | Wohnhaus    |                  | 094 98494          | Baudenkmal     | BW             |
| Ernst-Thälmann-Straße 7 (Karte)                              | Bauernhof   |                  | 094 98495          | Baudenkmal     | BW             |
| Friedensstraße 9 (Karte)                                     | Bauernhaus  |                  | 094 98497          | Baudenkmal     | BW             |
| Friedensstraße 13, 15 (Karte)                                | Bauernhaus  |                  | 094 98498          | Baudenkmal     | BW             |
| Nienburger Weg Thomas-Müntzer-Straße Ortsrand (Karte)        | Friedhof    |                  | 094 98499          | Baudenkmal     | BW             |

## Ehemalige Kulturdenkmale nach Ortsteilen
Die nachfolgenden Objekte waren ursprünglich ebenfalls denkmalgeschützt oder wurden in der Literatur als Kulturdenkmale geführt. Die Denkmale bestehen heute jedoch nicht mehr, ihre Unterschutzstellung wurde aufgehoben oder sie werden nicht mehr als Denkmale betrachtet.

### Barby
| Lage                            | Bezeichnung | Beschreibung | Erfassungs- nummer | Ausweisungsart | Bild |
| ------------------------------- | ----------- | --- | ------------------ | -------------- | ---- |
| Brücktorstraße 9 (Karte)        | Wohnhaus    | Wohnhaus Nach Abbruch im Oktober 2020 aus dem Denkmalverzeichnis ausgetragen.                                                                                              | 094 60235          | Baudenkmal     | BW   |
| Kirchplatz 1 (Karte)            | Wohnhaus    | Wohnhaus | 094 60621          |                | BW   |
| Magdeburger Straße 4            | Wohnhaus    | Wohnhaus | 094 60241          |                |      |
| Marktplatz 5 (Karte)            | Wohnhaus    | Wohnhaus Das Gebäude ist zumindest seit 2021 abgerissen. Im Jahr 2024 wurde es aus dem Denkmalverzeichnis gestrichen.                                                      | 094 60243          | Baudenkmal     | BW   |
| Rosmarienplatz 2 (Karte)        | Wohnhaus    | Wohnhaus nach Abbruch 2019 aus dem Denkmalverzeichnis ausgetragen. | 094 60249          | Baudenkmal     | BW   |
| Rosmarienplatz 12 (Karte)       | Wohnhaus    | Wohnhaus | 094 60250          |                | BW   |
| Schleiermacherstraße 16 (Karte) | Wohnhaus    | | 094 60251          |                | BW   |
| Schleiermacherstraße 18 (Karte) | Wohnhaus    | | 094 60252          |                | BW   |
| Schloßstraße 22 (Karte)         | Druckerei   | Druckereigebäude, aufgrund einer Sicherungsverfügung der Bauaufsicht von 2015 erfolgte der Abriss des Gebäudes. Die Austragung aus dem Denkmalverzeichnis fand 2016 statt. | 094 60253          | Baudenkmal     | BW   |

### Gnadau
| Lage                                                                                                | Bezeichnung    | Beschreibung                                                                                           | Erfassungs- nummer | Ausweisungsart | Bild |
| --------------------------------------------------------------------------------------------------- | -------------- | --- | ------------------ | -------------- | ---- |
| Bahnhofstraße Bahnstrecke Leipzig–Magdeburg, Streckenabschnitt Schönebeck–Calbe/Saalebrücke (Karte) | Bahnhof Gnadau | Bahnhofsgebäude, das Gebäude wurde abgerissen und im Jahr 2015 aus dem Denkmalverzeichnis ausgetragen. | 094 98319          |                | BW   |

### Groß Rosenburg
| Lage                                   | Bezeichnung | Beschreibung     | Erfassungs- nummer | Ausweisungsart | Bild |
| -------------------------------------- | ----------- | ---------------- | ------------------ | -------------- | ---- |
| Fabrikstraße 49, Hauptstraße 2 (Karte) | Gutshof     | Lipper’sches Gut | 094 60269          |                | BW   |

### Lödderitz
| Lage                                              | Bezeichnung      | Beschreibung | Erfassungs- nummer | Ausweisungsart | Bild |
| ------------------------------------------------- | ---------------- | --- | ------------------ | -------------- | ---- |
| Elbdeich km 5,8, nördlich der Ortslage Obslau     | Deichwächterhaus | Deichwächterhaus aus der Mitte bzw. zweiten Hälfte des 19. Jahrhunderts, im Jahr 2017 mit Genehmigung abgerissen und aus dem Denkmalverzeichnis gelöscht | 094 61414          | Baudenkmal     |      |
| Elbdeich, km 10,6; westlich von „Dem Langen Loch“ | Deichwächterhaus | Deichwächterhaus aus der Mitte bzw. zweiten Hälfte des 19. Jahrhunderts, im Jahr 2017 mit Genehmigung abgerissen und aus dem Denkmalverzeichnis gelöscht | 094 61415          | Baudenkmal     |      |
| Dorfstraße 35 Eckbebauung zum Winkel (Karte)      | Scheune          | | 094 50533          |                | BW   |

### Pömmelte
| Lage | Bezeichnung       | Beschreibung                                                   | Erfassungs- nummer | Ausweisungsart | Bild       |
| --- | ----------------- | -------------------------------------------------------------- | ------------------ | -------------- | ---------- |
| Dorfstraße 1, 2, 3, 4, 5, 6, 7, 8, 9, 10, 11, 12, 13, 23, 24, 25, 25a, 26, 27, 28, 29, 30, 31, 32, 33, Ernst-Thälmann-Straße 3 (Karte) | Straßenzug        | Straßenzug Im Jahr 2021 aus dem Denkmalverzeichnis gestrichen. | 094 60281          | Denkmalbereich | Straßenzug |
| Schönebecker Straße 1 (Karte) | Gasthof Zur Eiche | Gasthof Im Jahr 2021 aus dem Denkmalverzeichnis gestrichen.    | 094 60284          | Baudenkmal     | BW         |

### Werkleitz
| Lage                                      | Bezeichnung | Beschreibung | Erfassungs- nummer | Ausweisungsart | Bild |
| ----------------------------------------- | ----------- | ------------ | ------------------ | -------------- | ---- |
| Rosenburger Straße 41 am Friedhof (Karte) | Bauernhof   |              | 094 60505          |                | BW   |

### Zuchau
| Lage                            | Bezeichnung | Beschreibung | Erfassungs- nummer | Ausweisungsart | Bild |
| ------------------------------- | ----------- | ------------ | ------------------ | -------------- | ---- |
| Ernst-Thälmann-Straße 9 (Karte) | Bauernhaus  |              | 094 98496          |                | BW   |

## Legende
In den Spalten befinden sich folgende Informationen:
- Lage: Nennt den Straßennamen und wenn vorhanden die Hausnummer des Kulturdenkmals. Die Grundsortierung der Liste erfolgt nach dieser Adresse. Der Link „Karte“ führt zu verschiedenen Kartendarstellungen und nennt die geographischen Koordinaten.
Link zu einem Kartenansichtstool, um Koordinaten zu setzen. In der Kartenansicht sind Baudenkmale ohne Koordinaten mit einem roten bzw. orangen Marker dargestellt und können in der Karte gesetzt werden. Baudenkmale ohne Bild sind mit einem blauen bzw. roten Marker gekennzeichnet, Baudenkmale mit Bild mit einem grünen bzw. orangen Marker.
- Offizielle Bezeichnung: Nennt den Namen, die Bezeichnung oder zumindest die Art des Kulturdenkmals und verlinkt, soweit vorhanden, auf den Artikel zum Objekt.
- Beschreibung: Nennt bauliche und geschichtliche Einzelheiten des Kulturdenkmals, vorzugsweise die Denkmaleigenschaften.
- Erfassungsnummer: Für jedes Kulturdenkmal wird in Sachsen-Anhalt eine 20stellige Erfassungsnummer vergeben. Die letzten zwölf Ziffern werden für die Untergliederung nach Teilobjekten genutzt und werden nur angegeben, soweit vergeben. In dieser Spalte kann sich folgendes Icon  befinden, dies führt zu Angaben zu diesem Baudenkmal bei Wikidata.
- Ausweisungsart: Die Einordnung des Denkmales nach § 2 Abs. 2 DenkmSchG LSA
- Bild: Ein Bild des Denkmales, und gegebenenfalls einen Link zu weiteren Fotos des Kulturdenkmals im Medienarchiv Wikimedia Commons. Wenn man auf das Kamerasymbol klickt, können Fotos zu Kulturdenkmalen aus dieser Liste hochgeladen werden: